# پرسشنیها (متن پارسی میانه)
پرسشنیها به معنی پرسش‌ها مجموعه‌ای است دربردارنده ۵۹ پرسش و پاسخ که از نظر موضوع همانند روایات است. پرسش‌های گفته شده، در مورد مطالب گوناگون است:
- مناسک دینی.
- مطالب فقهی و حقوقی.
- اندرزها و دستورهای اخلاقی که همه از نوع اندرزهای دینی هستند. ثواب و گناه.
- مطالبی دربارهٔ زندگی پس از مرگ.

در ضمنِ پاسخ‌ها، غالباً شواهدی برای اثبات مطلب از اوستا همراه با ترجمهٔ آن‌ها به پهلوی آورده شده است. بعضی از این جملات در اوستای کنونی وجود ندارد و از این نظر این متن دارای اهمیت خاصی است. نثر کتاب ساده و روان است. از پرسشنیها یک نسخهٔ کامل و یک نسخهٔ ناقص در دست است. این نسخهٔ اخیر در سال ۱۷۶۶ میلادی از روی نسخهٔ قدیم‌تری در هندوستان رونویسی شده است. نسخه‌های دیگر همه از این دو نسخه رونویس شده‌اند.   